# بلاي ستيشن جيلبريك

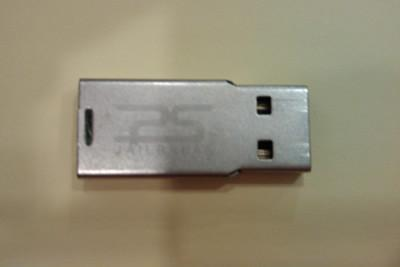
يو اس بي بلاي ستيشن جيلبريك

## بلاي ستيشن جيلبريك Playstation 3 Jailbreak
بلاي ستيشن جيلبريك هي عبارة عن قطعة تستخدم لكسر حماية جهاز البلاي ستيشن 3 بهدف تحميل وتنزيل ألعاب بطريقة غير شرعية، حيث تقوم باستخدام ثغرة في نظام التشغيل وتقوم بتحميل وتشغيل أكواد برمجية غير مسجلة بتوقيع رقمي. هذه الأكواد تسمح بتحميل ألعاب من مصدر خارجي مثل الأقراص المضغوطة المنسوخة يدويا أو عبر نسخ الألعاب يدويا من فلاش ميموري. ظهرت هذه الطريقة في سبيل كسر الحاجز المادي المرتفع للألعاب في ذلك الوقت ولا يقتصر الأمر على ذلك حيث تسمح للمستخدمين بعمل تخفيض نسخة إصدار نظام تسغيل البلاي ستيشن 3, قامت شركة سوني في 2011 برفع دعوة على مخترع هذه الطريقة الغير قانونية والذي تسبب في خسائر مادية للشركة.